# 草莓状宫颈
草莓状宫颈（strawberry cervix），是指一类身体检查中发现子宫颈中有小点和乳头状成像。它的命名也是因为其成像和草莓外表类似。
和子宫颈炎中检查到更多发炎情况不同，草莓状宫颈通常与毛滴虫感染有选择性关联。

## 相关
- 草莓舌（英语：strawberry tongue）
- 蓝莓松饼宝宝（英语：blueberry muffin baby）
- 瘀斑